# 劉道玄
劉道玄（1986年3月14日—），臺灣男演員，出生於臺灣臺北市，2012年與陳妍希拍攝寶島眼鏡男主角出道，並開始參與多部廣告、微電影、戲劇男主角演出。

## 經歷

### 2013年
- 受邀擔任台北兩年度捷運局「推廣台北觀光大使」形象廣告男主角，並被相中主持旅遊外景 「星星帶你去旅行」第三季與第四季的外景主持，也因此受邀主持吳奇隆能量發表會。

### 2014年
- 參與電影「大樓有鬼」[2]男主角演出，獲得洛杉磯亞太影展與金穗獎的肯定，因「星星帶你去旅行」節目特輯受邀專訪「吳奇隆」四川特輯與熊貓能量發表會。[3][4]

### 2015年
- 獨挑大梁主持TVBS年度製作優質旅遊行腳節目-「背包客來尞[5]」，總共183集，發掘客家文化在不同地區與食衣住行和信仰上的美。同時並受邀主持「食尚玩家」-介紹客家文化。

### 2016年
- 與sony品牌合作拍攝ActionCamX3000愛玩不設限10種超狂拍法4K廣告男主角，挑戰飛行傘、潛水、衝浪、泡溫泉、釣魚、攀樹、騎車各項極限運動。並到韓國拍攝愛奇藝宣傳片男主角-男神之愛。

### 2017年
- 在蘇州拍攝愛奇藝網劇-瑪莉蘇遇上杰克蘇飾演-禁慾系男神「李克力」
- 在北京拍攝電影-暗遊記不良廚娘-男主角-「伍六七」
- 在佛山拍攝電影-桶子樓超人-男主角-「李默森」
- 受邀吉林觀光局擔任觀光大使-推廣吉林文化

### 2018年
- 在象山拍攝電影-斗墓占花魁男主角-「花易天」
- 受邀寧夏觀光局擔任觀光大使-推廣寧夏文化
- 在西雙版納泰國拍攝電影-絕色營救男主角-「沃臘納」
- 在桂林拍攝電影-連環大喜劫男主角-「楊飛」

### 2019年
- 在陳家溝拍攝電影-功夫萌娃男主角-「劉天慶」
- 在額濟納旗拍攝電影-三目封神傳男主角-「無妄子」
- 在象山拍攝電影-錦衣衛俠盜風雲男主角-「袁文」
- 在北京拍攝電影-化身男主角-「劉道玄」

### 2021年
- 在基隆拍攝短篇電影-小光男主角-「碩哥」

## 演出作品

### 短片
| 年份 | 片 名                                     | 角 色  |
| 2012 | 台中市文化局創意市集-「在台中是你愛我我」 | 男主角 |
| 2013 | 中國信託「夢想起飛」                      | 男主角 |
| 2016 | 愛奇藝宣傳片-「男神之愛」                 | 男主角 |

### 網路劇
| 年份 | 播出頻道 | 劇名             | 角色   |
| 2017 | 愛奇藝   | 瑪莉蘇遇上杰克蘇 | 李克力 |
| 2019 | 豆瓣     | 孟婆異度空間2020 | 張寒   |

### 電影
| 年份 | 片名             | 角色   | 備註                              |
| 2014 | 大樓有鬼         | 劉念嘉 | 男主角 入圍金穗獎與洛杉磯亞太影展 |
| 2015 | 這一刻讓世界看見 | 劉俊凱 |                                   |
| 2017 | 暗遊記-不良廚娘  | 伍六七 | 男主角                            |
| 2018 | 斗墓占花魁       | 花易天 | 男主角                            |
| 2018 | 絕色營救         | 沃臘納 | 男主角                            |
| 2018 | 連環大喜劫       | 楊飛   | 男主角                            |
| 2019 | 功夫萌娃         | 劉天慶 | 男主角                            |
| 2019 | 三目封神傳       | 無妄子 | 男主角                            |
| 2019 | 桶子樓超人       | 李默森 | 男主角                            |
| 2019 | 錦衣衛俠盜風雲   | 袁文   | 男主角                            |
| 2019 | 化身             | 劉道玄 | 男主角                            |
| 2021 | 小光             | 碩哥   | 男主角                            |

## 廣告

### 2012年
- 寶島眼鏡男主角
- 永慶房屋男主角

### 2013年
- 台北捷運年度形象廣告男主角

### 2014年
- 郵局E小包男主角
- 愛之味分解茶男主角
- 貝里尼形象廣告男主角
- 劍湖山世界男主角
- 多芬男主角
- 全家廣告男主角

### 2015年
- Autodesk fusion360形象廣告男主角

### 2016年
- 麥味登形象廣告男主角
- sony action cam廣告男主角

### 2020年
- 三國群英傳M形象廣告男主角
- 興富發中研A+形象廣告男主角
- 光泉調味乳形象廣告男主角

## 主持

### 活動
- 2013年主持吳奇隆能量發表會（上海/北京）
- 2014年主持吳奇隆熊貓能量發表會（四川）

### 節目
| 年份 | 節目名稱           | 播出頻道                     | 備註       |
| 2013 | 星星帶你去旅行     | 愛奇藝 中天亞洲台 中天北美台 | 第三季     |
| 2014 | 星星帶你去旅行     | 愛奇藝 中天亞洲台 中天北美台 | 第四季     |
| 2014 | 星星帶你去旅行特輯 | 愛奇藝 中天亞洲台 中天北美台 | 專訪吳奇隆 |
| 2015 | 背包客來尞         | TVBS                         | 共180集    |
| 2016 | 食尚玩家           | TVBS                         |            |

## 外部連結
- 劉道玄的Facebook專頁
- 劉道玄的Instagram帳戶